# Sid Meier's Starships
Sid Meier's Starships è un videogioco strategico a turni sviluppato dalla Firaxis Games e pubblicato nel 2K Games il 12 marzo 2015 per Microsoft Windows, OS X e iOS.
Il gioco segue gli eventi di Civilization: Beyond Earth, dopo il quale l'umanità ha colonizzato la maggior parte degli esopianeti esistenti nell'universo. Da ciò nascono nuove civiltà che cercano un contatto interplanetario/intergalattico con le altre. Il gioco contiene anche un'opzione di connettività con Beyond Earth, che incrementa il valore di giocabilità di entrambi i giochi.

## Modalità di gioco
Il gioco è uno strategico a turni guidato da una storia, dove i giocatori viaggiano verso nuovi pianeti e completano missioni per proteggere le loro civiltà da Pirati dello Spazio e avversari ostili. I giocatori comandano una flotta attraverso una serie di missioni centrate intorno ai diversi pianeti della galassia, missioni che hanno come caratteristiche mappe generate dinamicamente, una varietà di condizioni di vittoria e una moltitudine di tipi di nemici.
All'inizio del gioco, i giocatori donano un'affinità alla loro federazione, cosa che cambia anche l'aspetto delle navi, e un leader, ognuno dei quali con una propria abilità associata, e tutti basatisi sui personaggi di Beyond Earth. Inoltre, è possibile personalizzare ulteriormente il gioco modificando la difficoltà di gioco, la grandezza della mappa e il tipo di galassia.
È anche possibile sbloccare ibridi tra Affinità una volta completato il gioco.
Durante il corso del gioco, i giocatori personalizzeranno la loro flotta in base al proprio stile di gioco e alle loro tattiche: data la progettazione modulare delle astronavi, ogni nave possiede numerose opzioni d'aggiornamento che includono tipi di armi a bordo e forza degli scudi. Per espandere l'influenza della Federazione, bisogna ottenere il sostegno dei cittadini dei pianeti che si intendono controllare. Ogni pianeta contiene abilità uniche che possono essere usate per migliorare la flotta appartenuta al giocatore, o la federazione a cui questi appartiene, offrendo una varietà di miglioramenti che possono essere usati contro gli avversari durante una battaglia. Le città presenti sui pianeti donano ai giocatori un costante introito di risorse, che permette ai giocatori di acquistare diversi oggetti e abilità per le loro navi.
Come tutti i giochi della serie standard di Civilization, vi sono vari modi per vincere una partita:
- Popolazione: porta la tua Federazione a controllare il 51% della popolazione totale nella partita.
- Dominazione: sii l'ultimo giocatore superstite nel gioco.
- Scienza: scopri tre tecnologie di sesto livello.
- Meraviglia: controlla nove Meraviglie.[2]